# Grüsch
Grüsch (rétorománsky Crusch) je obec ve švýcarském kantonu Graubünden, okresu Prättigau/Davos. Nachází se v údolí Prättigau, asi 16 kilometrů severovýchodně od kantonálního hlavního města Churu, v nadmořské výšce 629 metrů. Žije zde přibližně 2 200 obyvatel.
K 1. lednu 2011 se Grüsch sloučil s do té doby samostatnými obcemi Fanas a Valzeina.

## Geografie

Historický pohled na Prättigau a Grüsch (1954)

Obec Grüsch leží v dolní části údolí Prättigau na náplavovém kuželu, který se postupně usadil na potocích na Taschinasbach a Schmittnerbach, pravostranných přítocích Landquartu, při jejich vtoku do přibližně 1 kilometr širokého koryta hlavního údolí. Bývalé samostatné obce Fanas leží severovýchodně na horském svahu, 300 metrů nad dnem údolí, a Valzeina v jižním bočním údolí nad říčkou Schranggabach.
K bývalé obci Grüsch patřily také horské louky a jednotlivé farmy Überlandquart, Patluong, Valzalum, Vagga, Cavadura a Pendla, všechny na levém břehu Landquartu. Z celkové rozlohy bývalé obce 10,01 km² tvořily lesy a háje více než polovinu, tj. 5,14 km², z čehož 3,95 km² by se dalo využít pro zemědělství. 0,62 km² tvořila zastavěná plocha a zbylých 0,30 km² neproduktivní oblasti (většinou hory). Nejvyšší bod území se nacházel na Hornu nad Pendlem v nadmořské výšce kolem 1 600 m n. m. Od sloučení obcí v roce 2011 se tento bod nachází na Giraspitz v nadmořské výšce 2 393 m n. m. Nejvyšší bod území se nachází v oblasti Pendlu. Rozloha obce se v době sloučení zčtyřnásobila z 10,01 km² na 43,30 km² (Fanas 21,84 km² a Valzeina 11,44 km²).
Obec Grüsch sousedí s obcemi Seewis im Prättigau, Schiers a Furna a také s obcemi Trimmis, Zizers a Landquart v okresu Landquart.

## Historie
První zmínka o obci pochází z roku 1340 pod rétorománským názvem Crusch. Od 13. století do roku 1344 patřil Grüsch k území baronů z Vazu a šlechticů z Aspermontu, poté do roku 1436 hrabatům z Toggenburgu. Po nich nastoupila hrabata z Montfortu (1437–1452) a rychtáři z Matsch. V letech 1496–1649 byl Grüsch pod rakouskou nadvládou.
V roce 1875 se ke Grüsch připojila dříve samostatná obec Cavadura, která ležela jižně od Landquartu.
Na základě usnesení obecních zastupitelstev tří obcí Grüsch, Fanas a Valzeina ze dne 18. června 2010 se tyto tři obce sloučily a od 1. ledna 2011 vytvořily novou obec Grüsch.

## Obyvatelstvo

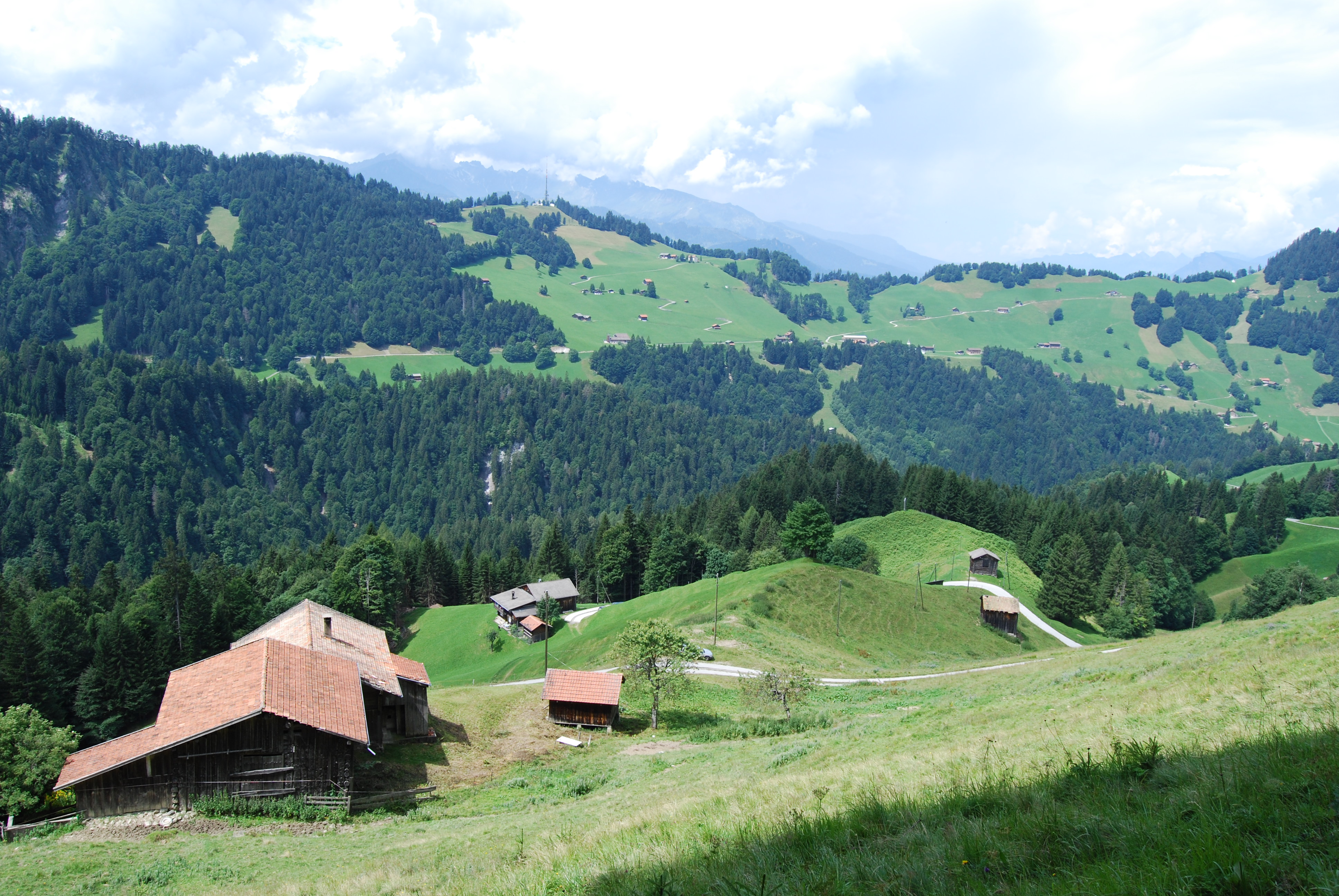
Valzeina

| Vývoj počtu obyvatel | Vývoj počtu obyvatel | Vývoj počtu obyvatel | Vývoj počtu obyvatel | Vývoj počtu obyvatel | Vývoj počtu obyvatel | Vývoj počtu obyvatel | Vývoj počtu obyvatel | Vývoj počtu obyvatel | Vývoj počtu obyvatel | Vývoj počtu obyvatel | Vývoj počtu obyvatel | Vývoj počtu obyvatel | Vývoj počtu obyvatel |
| -------------------- | -------------------- | -------------------- | -------------------- | -------------------- | -------------------- | -------------------- | -------------------- | -------------------- | -------------------- | -------------------- | -------------------- | -------------------- | -------------------- |
| Rok                  | 1850                 | 1880                 | 1888                 | 1910                 | 1920                 | 1941                 | 1970                 | 1980                 | 1990                 | 2000                 | 2010                 | 2015                 | 2020                 |
| Počet obyvatel       | 709                  | 614                  | 577                  | 681                  | 633                  | 712                  | 737                  | 779                  | 1 011                | 1 210                | 1 325                | 1 984                | 2 115                |

### Jazyky
V raném středověku mluvili obyvatelé obce ještě graubündenskou rétorománštinou. Pod vlivem walserské kultury byla již v 16. století dokončena germanizace a obyvatelé z velké části převzali walserské nářečí horního Prättigau. Úředním jazykem obce je němčina.
| Jazyky v Grüsch |                   |                   |                   |                   |                   |                   |
| Jazyk           | Sčítání lidu 1980 | Sčítání lidu 1980 | Sčítání lidu 1990 | Sčítání lidu 1990 | Sčítání lidu 2000 | Sčítání lidu 2000 |
| Jazyk           | Počet             | Podíl             | Počet             | Podíl             | Počet             | Podíl             |
| Němčina         | 758               | 97,30 %           | 925               | 90,95 %           | 1 142             | 94,38 %           |
| Rétorománština  | 9                 | 1,16 %            | 15                | 1,47 %            | 8                 | 0,66 %            |
| Počet obyvatel  | 779               | 100 %             | 1 017             | 100 %             | 1 210             | 100 %             |

## Doprava

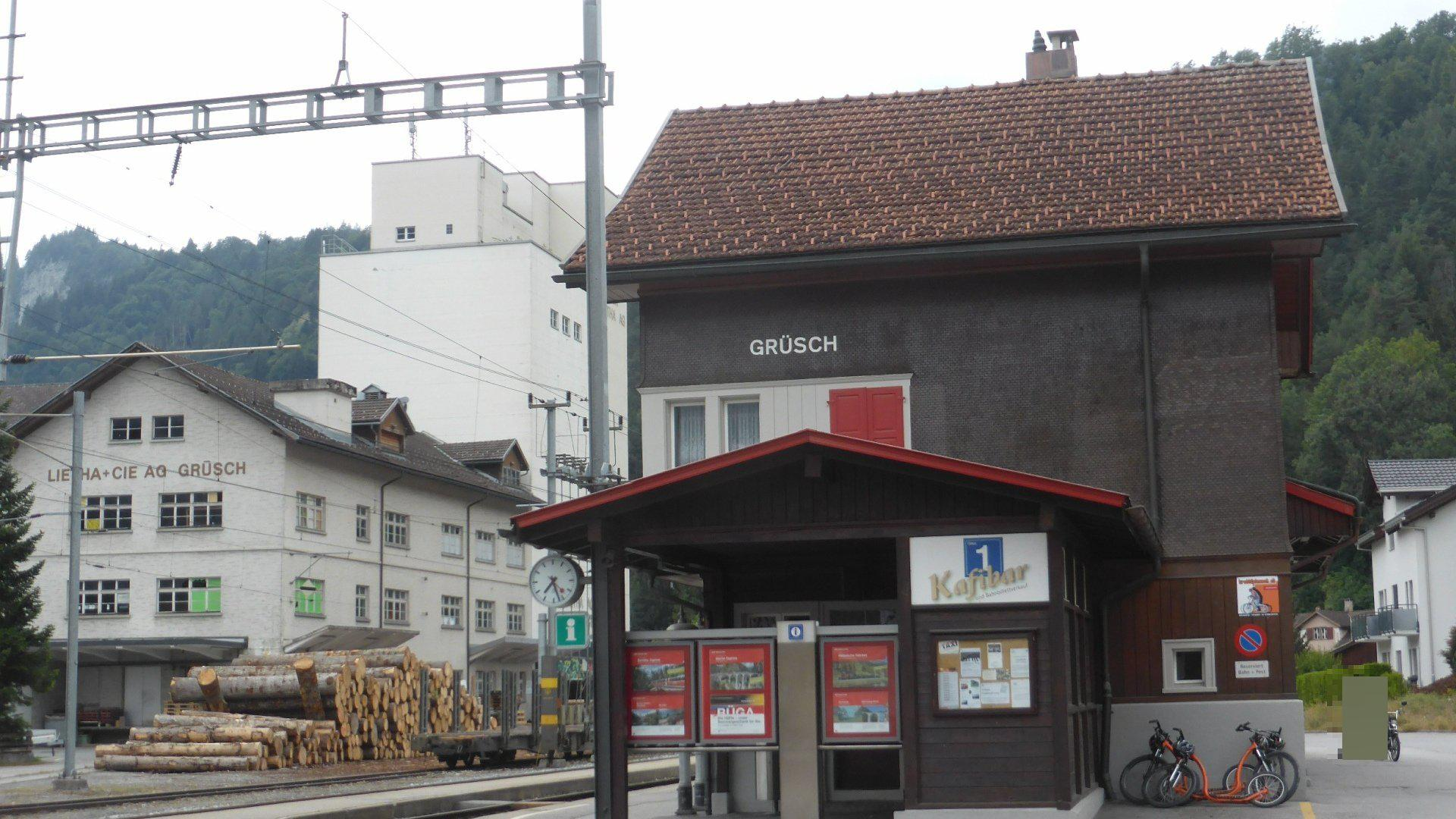
Železniční stanice Grüsch

Železniční stanice Grüsch se nachází na trati z Landquartu do Davosu, otevřené roku 1889. Od roku 1921 je trať elektrifikována.
Obec je napojena na síť veřejné dopravy také prostřednictvím poštovních autobusových linek (Postauto). Jednotlivé linky vedou od vlakového nádraží Grüsch do obcí Fanas, Valzeina, Seewis a Landquart.
Kantonální hlavní silnice č. 28 v trase Landquart – Davos – Engadin – Val Müstair vede v těsné blízkosti obce. Po roce 2000 byl otevřen obchvat, který odvedl tranzitní dopravu na této vytížené komunikaci mimo centrum obce.